# ويليام هنري بيكرينغ
ويليام هنري بيكرينغ (بالإنجليزية: William Henry Pickering) (و. 1858 – 1938 م) هو عالم فلك من الولايات المتحدة الأمريكية . ولد في بوسطن . وكان عضواً في الأكاديمية الأمريكية للفنون والعلوم .
توفي في جامايكا، عن عمر يناهز 80 عاماً.

## التعليم
تعلم في معهد ماساتشوست للتكنولوجيا

## مناصب وهيئات
أدار جامعة هارفارد.

## جوائز
حصل على جوائز منها:
- جائزة بيير جانسين
- Lalande Prize [الإنجليزية]‏.

## روابط خارجية
- ويليام هنري بيكرينغ على موقع الموسوعة البريطانية (الإنجليزية)